# Florian Hoffmeister
Pour les articles homonymes, voir Hoffmeister.
Florian Hoffmeister, B.S.C., né à Brunswick, en Basse-Saxe (Allemagne de l'Ouest), en 1970 en Allemagne, est un réalisateur et directeur de la photographie allemand.
Les projets sur lesquels il a travaillé incluent Cinq Jours, House of Saddam et The Terror d'AMC. Il a collaboré avec le réalisateur Terence Davies à deux reprises, travaillant sur The Deep Blue Sea et A Quiet Passion. Ses autres crédits incluent En secret, Charlie Mortdecai et Johnny English contre-attaque.

## Filmographie partielle

### En tant que directeur de la photographie
Longs métrages
| Année | Titre                          | Réalisateur         | Remarques |
| ----- | ------------------------------ | ------------------- | --------- |
| 2000  | Paul Is Dead (it)              | Hendrik Handloegten |           |
| 2001  | Berlin is in Germany           | Hannes Stöhr        |           |
| 2003  | Liegen lernen                  | Hendrik Handloegten |           |
| 2005  | One Day in Europe              | Hannes Stöhr        |           |
| 2005  | Kismet - Würfel Dein Leben!    | Lars Kraume         |           |
| 2011  | The Deep Blue Sea              | Terence Davies      |           |
| 2013  | En secret                      | Charlie Straton     |           |
| 2015  | Charlie Mortdecai              | David Koepp         |           |
| 2016  | A Quiet Passion                | Terence Davies      |           |
| 2018  | Johnny English contre-attaque  | David Kerr          |           |
| 2019  | Official Secrets               | Gavin Hood          |           |
| 2021  | Affamés                        | Scott Cooper        |           |
| 2022  | Tár                            | Todd Field          |           |
| 2925  | La Guerre des Rose (The Roses) | Jay Roach           |           |

Télévision

### En tant que réalisateur
| Année | Titre                | Remarques                     |
| ----- | -------------------- | ----------------------------- |
| 1998  | Stimmen der Welt     | Court métrage                 |
| 2005  | 3° kälter            | A également écrit le scénario |
| 2016  | Die Habenichtse (de) |                               |

## Distinctions

### Nominations
- Oscars 2023 : Meilleure photographie pour Tár[1]
- Prix AFC 2024 : Meilleure photographie pour un long métrage de fiction pour Tár